# 金竹山站
金竹山站位于湖南省冷水江市金竹山镇，是沪昆铁路上的车站。车站由广州局集团娄底车务段管辖，办理货运业务，是冷水江市和新邵县货物运输的集散地，也是娄底车务段管内第三大的货物吞吐量站。

## 概要
金竹山站作为湘黔铁路株洲至本站工程的一部分于1961年通车，该站通车后湘黔铁路即因各类因素停工。1970年线路重新开工，1972年10月13日铺轨至贵阳，1973年7月1日车站随湘黔铁路湖南段交付广州铁路局运营。1999年车站实施复线化工程。
车站目前为四等货运站，办理整车货物运输，不含怕湿货物，主要到发品为煤炭、焦炭、金属矿石、非金属矿石、矿物性建筑材料等。车站货场位于金坪公路2公里处附近，由湘通物流公司代为运营。
金竹山站设有2条正线、2条到发线，并在站房对侧设有3条调车线。金竹山站北侧设有长1.7千米的专用线通往大唐华银电力金竹山火力发电厂运营的企业工业站，工业站设有6条股道。卸油线由企业站场1道北侧开岔，有效长为200米。。此外车站还设有通往湖南省煤业集团金竹山矿业的专用线。

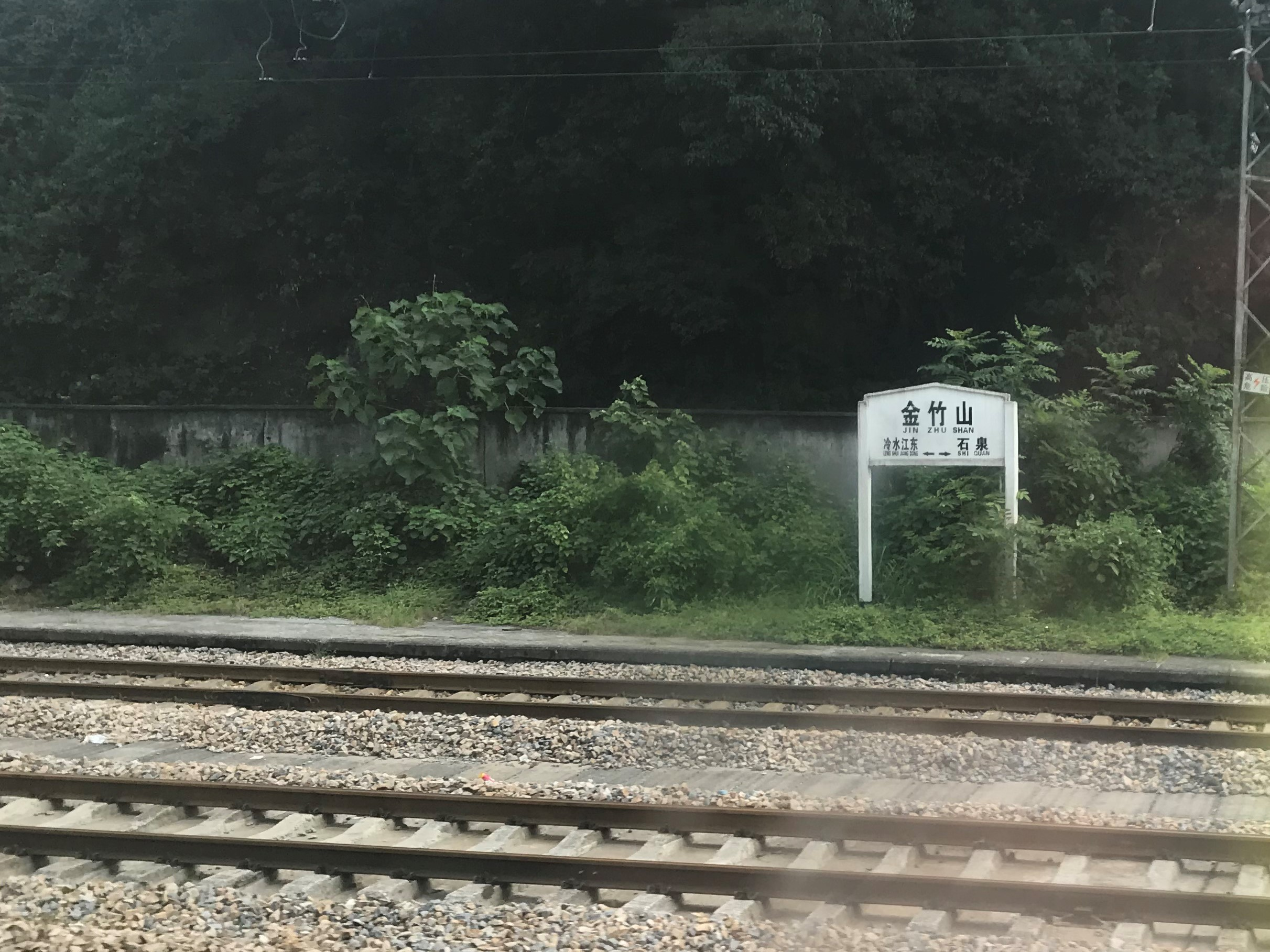
站牌
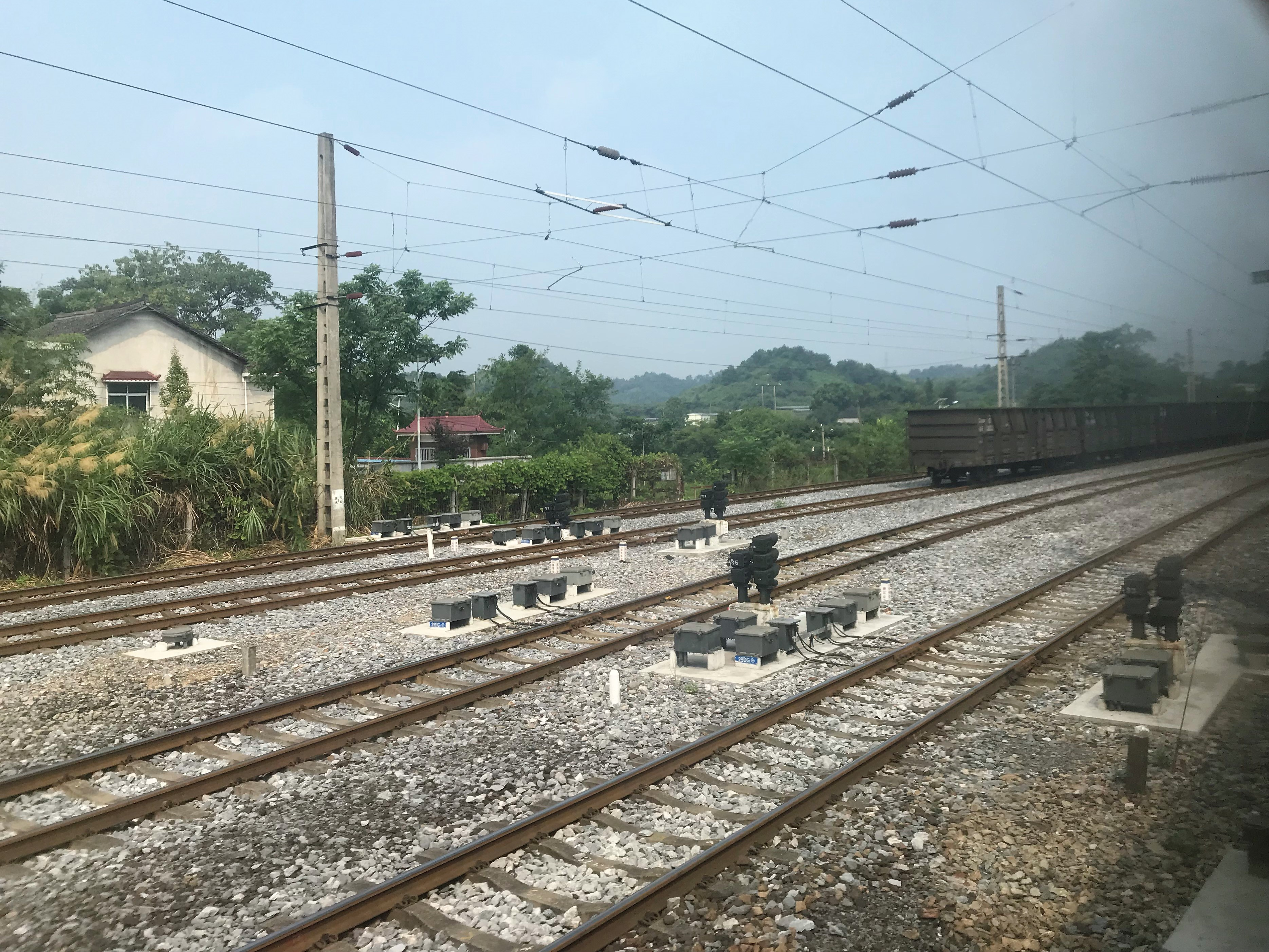
股道
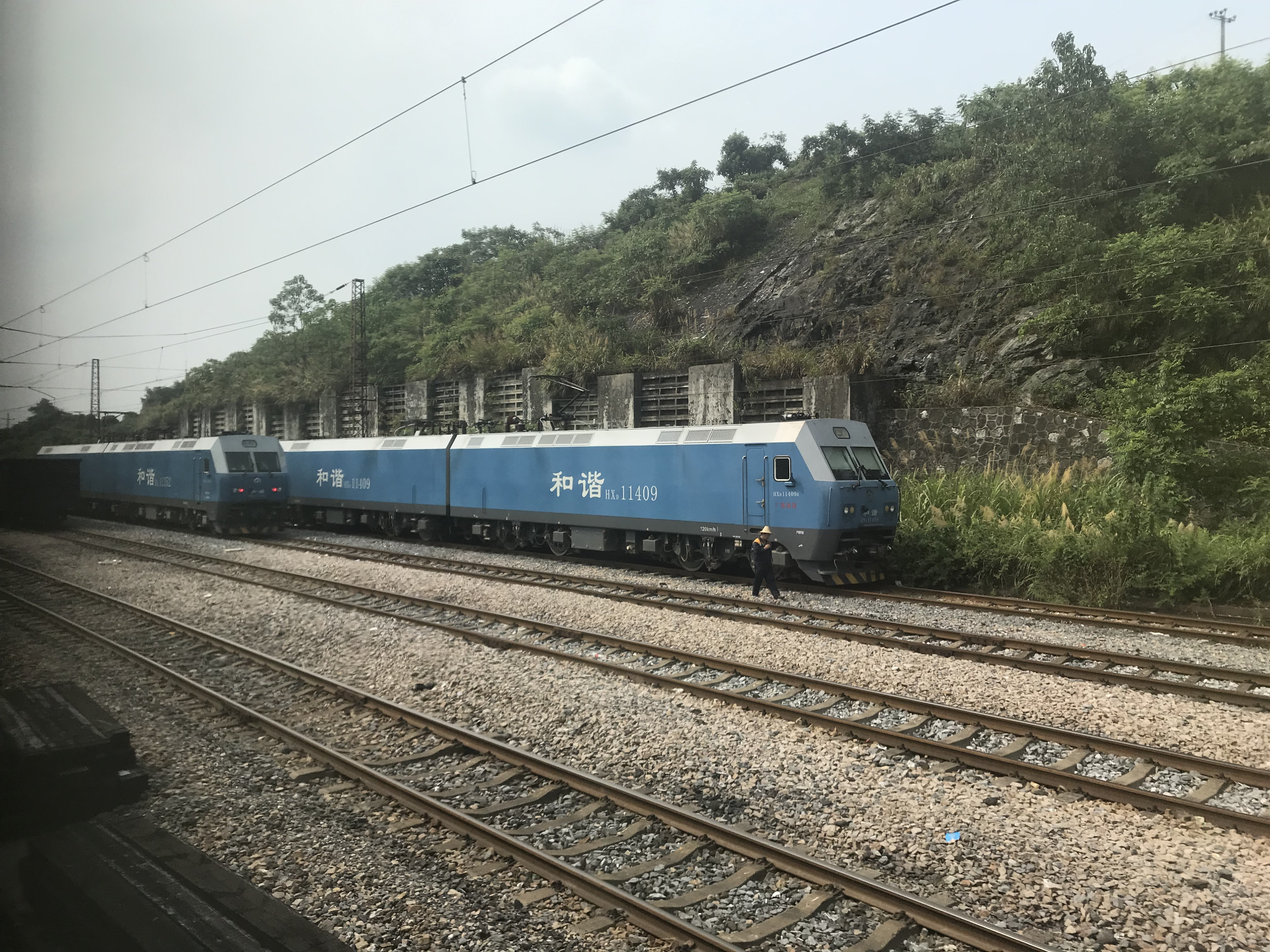
站内列车
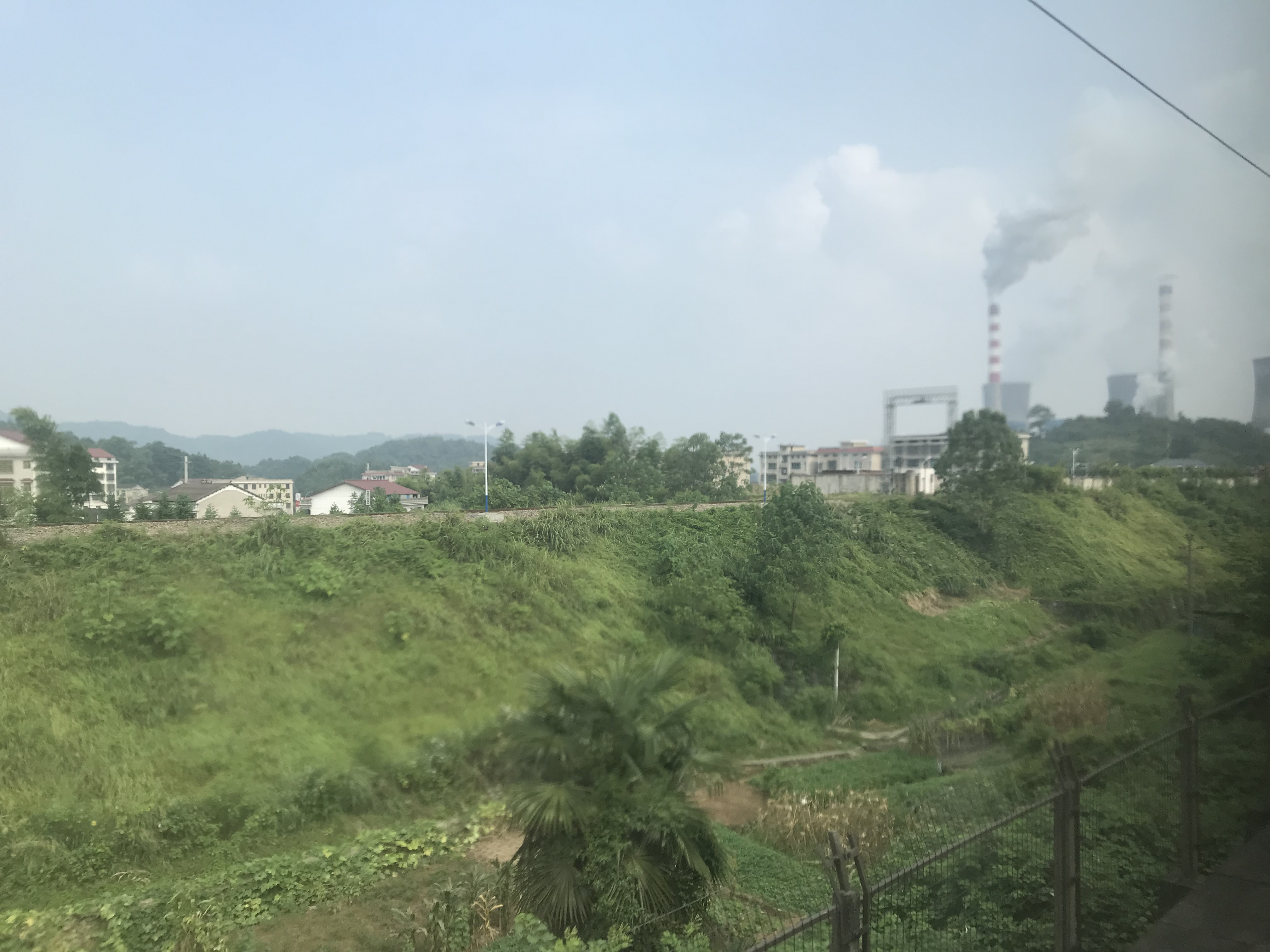
金竹山电厂工业站

## 事件
- 2008年7月3日14时许，10936次货物列车在行驶于沪昆线金竹山到石泉区间时发生脱轨事故，造成10节车厢脱轨，沪昆线湖南段一度中断行车[8]。
- 2016年11月17日下午，金竹山站职工在检修时发生触电事故，造成施工人员1死5伤[9]。